# ژای ژیگانگ
ژای ژیگانگ (به انگلیسی: Zhai Zhigang) فضانورد اهل کشور چین است که در ۱۰ اکتبر ۱۹۶۶ میلادی در چی‌چی‌هار زاده شد. وی در مأموریت شنژو ۷ حضور داشته است.